# Rainer O. Brinkmann
Rainer O. Brinkmann ist ein Musiktheaterpädagoge. Er ist Leiter der Jungen Staatsoper an der Staatsoper Unter den Linden.
Seit 2001 hat er an der Staatsoper die musiktheaterpädagogische Arbeit aufgebaut. Er hat als Theaterpädagoge, Schauspieler und Regisseur gearbeitet. Seit 1984 beschäftigt er sich mit der wissenschaftlichen Erforschung des Themas „Szenische Interpretation von Musik + Theater“ und hat zahlreiche Bücher und Aufsätze dazu veröffentlicht. Seine Lehrtätigkeit führte ihn an Hochschulen im In- und Ausland. Als Produktionsleiter zahlreicher Kinder- und Jugendprojekte hat er das Thema Oper in der kulturellen Bildung verankert.

## Werke (Auswahl)
- Musiktheaterpädagogik, Hamburg, Junker, 2009
- Methodenkatalog der szenischen Interpretation von Musiktheater und Theater, Lugert, Neuaufl. mit ausgewählten Praxismodellen / unter Mitw. von Anne-Kathrin Ostrop und Iris Winkler, 2010
- Arnold Schönbergs Oper Moses und Aron, Geschäftsstelle des Diz, 2005
- Methodenkatalog der szenischen Interpretation von Musiktheater, Lugert, 2001
- Giacomo Puccini La Bohème, Wißner, 2003
- Szenische Interpretation von Opern, Lugert
- La Traviata – im Dschungel der Gefühle, ZpB, 1997